# Holger Wendland (Mathematiker)
Holger Wendland (* 1968)  ist ein deutscher Mathematiker, der sich mit Numerischer Mathematik befasst und Professor für Angewandte und Numerische Analysis an der Universität Bayreuth ist.
Wendland studierte ab 1989 Mathematik an der Universität Göttingen, an der er 1994 das Diplom erwarb und 1996 summa cum laude bei Robert Schaback in Numerischer Mathematik promoviert wurde (Dissertation: Konstruktionen und Untersuchung radialer Basisfunktionen mit kompaktem Träger). Danach forschte er weiter in Göttingen, habilitierte sich dort 2002 und erhielt ab 2002 eine Professur in Göttingen. Im Wintersemester 2005/06 lehrte er an der TU Dresden, war ab 2006 Reader und ab 2007 Professor für Angewandte Mathematik an der University of Sussex und ab 2009 Professor an der University of Oxford und Fellow des Exeter College in Oxford. Ab 2012 war er Lehrstuhlinhaber in Bayreuth.
Er befasst sich mit Interpolation und Approximation, unter anderem mit gitterlosen Methoden der Approximation von Funktionen (Methode der Radialen Basisfunktionen, RBF) mit Anwendung auf die Lösung diverser aero- und hydrodynamischer Probleme. Mit Robert Schaback verfasste er ein im deutschsprachigen Raum verbreitetes Lehrbuch der Numerischen Mathematik.

## Schriften
- Scattered Data Approximation, Cambridge Monographs on Applied and Computational Mathematics, Cambridge University Press, Cambridge, 2005, Paperback 2010
- mit Robert Schaback: Numerische Mathematik, Springer, 5. Auflage, 2005
- mit Robert Schaback: Kernel Techniques: From machine learning to meshless methods, Acta Numerica, Band 15, 2006, S. 1–97